# レイモンド・デイビス
レイモンド・デイビス・ジュニア（Raymond Davis Jr.、1914年10月14日 - 2006年5月31日）は、アメリカ合衆国の化学者、物理学者である。2002年小柴昌俊とともに「天体物理学への先駆的貢献、特に宇宙ニュートリノの検出」によりノーベル物理学賞を受賞した。

## 経歴
ワシントンD.C.生まれ。1938年にメリーランド大学を卒業した後、1年間ダウ・ケミカルで働き、1942年にイェール大学から物理化学のPh.D.を取得した。同年に予備士官としてアメリカ陸軍に入隊し、化学兵器の実験に従事した。1945年に隊した後、モンサントケミカルに入社し、放射化学的手法の研究に取り組んだ。1948年にはブルックヘブン国立研究所に移籍し、1985年からペンシルベニア大学において教授を務めた。

## 業績
デイビスの最大の業績は宇宙線中のニュートリノを定量的に検出したことである。その方法はブルーノ・ポンテコルボらのアイデアをもとにした化学的なもので、塩素の同位体がニュートリノと反応して発生するアルゴンの同位体を回収し、アルゴンが再び崩壊するのを計数管で計数するものである。サウスダコタ州の金鉱の地下に巨大な空洞をつくり615トンの四塩化炭素を満たし、平均1日1個程度発生するアルゴンを観測した。1968年から予備実験を行い、1970年から本観測を行い、太陽からのニュートリノの数が理論予想よりも少ないことを見出し、太陽ニュートリノ問題を提起した。

## 賞・叙勲など
- コムストック物理学賞（1978年）
- トム・W・ボナー原子核物理学賞（1988年）
- パノフスキー賞（1992年）
- ベアトリス・ティンズリー賞（1994年）
- ブルーノ・ポンテコルボ賞（1999年）
- ウルフ賞物理学部門（2000年）
- ノーベル物理学賞（2002年）
- ベンジャミン・フランクリン・メダル（2003年）
- エンリコ・フェルミ賞（2003年）